# Analizator spalin
Analizator spalin – urządzenie służące do pomiaru ilości i jakości produktów spalania. Wyposażony jest najczęściej w czujnik elektrochemiczny. Urządzenie pozwala na ocenę sprawności spalania oraz emisji zanieczyszczeń. Najczęściej badana jest zawartość O2, CO, NO, NO2, SO2, HC. Analizatory spalin wykorzystywane są w motoryzacji i ogrzewnictwie. 

Analizator spalin samochodowych – przyrząd pomiarowy przeznaczony do pomiaru zawartości następujących składników gazowych: tlenek węgla (CO), dwutlenek węgla (CO2), węglowodorów (HC w przeliczeniu na n-heksan), tlenu (O2) w spalinach pojazdów z silnikiem iskrowym 

Pomiar CO,CO2,HC odbywa się z wykorzystaniem metody NDIR-Non-Dispersive Infrared, pomiar O2 następuje za pomocą czujnika elektrochemicznego.

Elektrochemiczny pomiar NOx jest opcja dodatkową
 
Pozwalają ocenić, czy badane urządzenie spełnia normy prawne dotyczące emisji zanieczyszczeń. Dodatkowo pozwalają określić współczynnik nadmiaru powietrza.
Wartości takie jak tlenek czy dwutlenek węgla poddawane są w procentach objętości, natomiast węglowodory i tlenki azotu w częściach na milion (ppm).

## Analizator kryptonowy spalin
Jedną z metod badania spalin i wyziewów jest metoda wykorzystująca izotopy promieniotwórcze. Jej przykładem jest analizator kryptonowy, wykorzystujący krypton-85. Umożliwia on oznaczanie tlenku węgla, tlenków azotu i węglowodorów.  Po odpowiednim zmodyfikowaniu może też służyć do pomiarów związków fluoru, siarki, czy ozonu.

## Podstawy prawne
a) Wymagania dla nowych (wprowadzanych do obrotu) analizatorów spalin samochodowych reguluje załącznik nr 10 do Rozporządzenia ministra rozwoju z dnia 2 czerwca 2016 w sprawie zasadniczych wymagań dla przyrządów pomiarowych (Dz. U. 2016 poz. 815) isap.sejm.gov.pl  Rozporządzenie to przenosi do krajowego systemu prawnego zapisy Dyrektywy Parlamentu Europejskiego i Rady 2014/32/UE z dnia 26 lutego 2014 r. w sprawie harmonizacji ustawodawstw państw członkowskich odnoszących się do udostępniania na rynku przyrządów pomiarowych (zwanej potocznie MID) 

b) Wymagania techniczne i metrologiczne dla analizatorów spalin samochodowych (będących w użyciu - już wprowadzonych do obrotu) w aktualnym stanie prawnym w Polsce określa rozporządzenie ministra gospodarki z dnia 7 grudnia 2007 r. w sprawie wymagań, którym powinny odpowiadać analizatory spalin samochodowych, oraz szczegółowego zakresu sprawdzeń wykonywanych podczas prawnej kontroli metrologicznej tych przyrządów pomiarowych.

c) Wymagania techniczne i metrologiczne dla analizatorów spalin w ogrzewnictwie PN-EN 50379